# Viktorija Aladžić
Viktorija Aladžić (Subotica, 14. mart 1959) srpska je arhitektica, urbanista i stručnjak za zaštitu i revitalizaciju baštine svog rodnog grada Subotice, vanredni profesor na Građevinskom fakultetu u Subotici. U međuprostoru tih zvanja i znanja Viktorija Aladžić pronašla je inspiraciju da se bavi pisanjem proze i pesama.

## Život i karijera
Rođena je u Subotici, 14. marta 1959. godine. Studije arhitekture završila je u Beogradu 1985., u kome je i doktorirala 2008. godine.
Kao arhitekta u radu je spojila odgovornost profesionalca, akademsko znanje i čistu, ljudsku ljubav prema Subotici. Kao vanredni profesor na Građevinskom fakultetu, urbanista, arihtekta i stručnjak za zaštitu i revitalizaciju baštine, u međuprostoru tih zvanja i znanja Viktorija Aladžić pronašla je inspiraciju da se javno i energično angažuje na očuvanju Subotičkog arhitektonskog nasleđa.
Pored arhitekture bavi se i pisanjem proze, pesama i publicistikom. Do sada je objavila dve zbirke intelektualno strukturirane proze, i ukupno tri knjige kratkih priča.
Dobitnica je 2023. godine prestižne nagrade "Heroina nasleđa" od strane Evropa Nostra Srbije i Delegacije Evropske unije u Srbiji.

## Dela
- Putovanje u Firencu, (proza), 1989.
- Zgrada subotičkog pozorišta, (zajedno sa Gordanom Vujnović-Prćić), 1992.
- Šljivin cvijet, kratke priče
- Sunčani grad, nove i stare priče, 1998.
- Secesija u Subotici, Subotica, 2002.
- Hungarian Ceramics from the Zsolnay Factory, New York, 2002. (koautor)
- Gradotvorci I, Subotica, 2004.
- Gradotvorci II, Subotica, 2006. (sa M. Grlicom i G. Vujnović-Prčić);
- Subotica koja nestaje, Subotica, 2012.

## Spoljašnje veze
- Intervju : Viktorija Aladžić